# Georges de Poissieux
Georges de Poissieux   fut évêque désigné de Grasse de 1589 à 1598.

## Biographie
Georges de Poissieux est nommé évêque de Grasse par le roi Henri III de France le 27 mai 1589. Toutefois à la suite du meurtre du souverain le 2 août suivant et du refus du Saint-Siège de reconnaître comme son successeur Henri de Navarre qui est protestant, il ne reçoit jamais ses bulles pontificales de confirmation.
Par une bulle du 20 novembre 1591 le pape Clément VIII unit son siège épiscopal à celui de Vence avec l'accord du Parlement d'Aix-en-Provence favorable à la Ligue en Guillaume Le Blanc qui est nommé évêque des deux diocèses le 14 février 1592. Après l'abjuration d'Henri IV, Georges de Poissieux est contraint de résigner le siège qu'il n'a jamais occupé le 13 février 1598 en faveur de Étienne Le Maingre de Boucicaut.